# Прва венецуеланска република
Прва венецуеланска република била је прва независна влада Венецуеле и постојала је од 5. јула 1811. до 25. јула 1812. године. Период прве републике почео је збацивањем шпанских колонијалних власти, односно успостављањем Хунта супрема де Каракаса, 19. априла 1810. године, чиме је отпочео Венецуелански рат за независност; окончано је предајом републиканских снага шпанском капетану Домингу де Монтевердеу. Конгрес Венецуеле  прогласио је независност нације 5. јула 1811. године, те касније написао припадајући устав. Тако је Венецуела позната као прва шпанска колонија у Америци која је прогласила своју независност.